# 구로사와 다이스케
구로사와 다이스케(일본어: 黒沢ダイスケ, 본명: 黒沢大佑 1983년 2월 23일 ~ )는 코나미 디지털 엔터테인먼트 소속의 게임 뮤직의 작곡가로, 요코하마 출신이며, 주로 BEMANI(비마니) 시리즈의 게임 제작에 종사하고 있다.
Des-ROW 홈페이지를 비롯한 공식 사이트 상에서는 96ちゃん(쿠로짱)으로 코멘트를 게재하고 있다.
과거에 Dream Theater songwriting contest에서 준우승을 한 경력이 있다.
프로그레시브 하드록 밴드, "軌道共鳴(궤도 공명) Orbital Resonance" 의 기타리스트, 작곡가로서도 활동중.
밴드로서의 1st 정규앨범 "Absolute Separation"를 2005년에 릴리스. 일부 소매점이나, 공식 사이트의 Web Shop에서 통상판으로 구입 가능. 그 외 세션이나, 서포트 등의 라이브 활동도 활발히 하고 있다.

## 주요 악곡
괄호 안은 최초 수록 게임 혹은 최초 아티스트(CD)명의.

### 자작곡
- 가정용 GuitarFreaks&DrumMania MASTERPIECE GOLD（시스템악곡전반）
- INSIDE-OUT（GFV4 / DMV4 Яock×Rock: 작곡 / Ninezero명의）
- MASCARADA （GFV4 / DMV4 : 작곡 / 平田久美子명의）
- 一網打尽(일망타진)（GFV4 / DMV4 : 작곡 / 96명의）
- Far Beyond Blackened(GF/DMV5 Rock to Infinity: Ninezero명의)
- FORCE interval Build(GF/DMV5 Rock to Infinity:96명의)
- CHIMERA(GF/DMV5 Rock to Infinity:96명의)
- ヒトリアソビ(혼자 놀기)（GF/DMV5 Rock to Infinity: 작곡 / iNO명의）
- Timepiece PhaseII(GuitarFreaksV3&DrumManiaV3SOUNDTRACK:Jimmy Weckl)-원작곡:佐々木博史,편곡:Jimmy Weckl(기타연주)
- ポルターガイスト(폴터가이스트)（pop'n music 16 PARTY♪: 작곡 / 96 feat.藤本美樹명의）
- GIGA BREAK（jubeat:96명의）
- COMMANDO(pop'n music 17 THE MOVIE:96명의)
- AREA 51(jubeat ripples:96명의)
- Shining Wizard (jubeat knit:96명의)
- 君影草(은방울꽃)（GF/DMV6 : 작곡 / AIRI명의）
- The Ascension（GF/DMV6 : 작곡 / 二井原 実 vs. 96명의）
- 風神雲龍伝(풍신운룡전)（GF/DMV6 : 98명의） - 肥塚良彦와 합작
- 恐怖の右脳改革(공포의 우뇌개혁)（GF/DMV6:　작곡/ 96명의）
- KAISER PHOENIX (GF/DMXG:작곡/ 96명의)
- 風林火山(풍림화산) (pop'n music 18 전국열전: 96명의)
- Shining Wizard (jubeat knit : 96명의)
- CALAMITY PHOENIX (GF/DMXG : 96명의)
- X-Treme Grade (GF/DMXG : 96명의)
- SIX DIMENSION (GF/DMXG2 : 96명의)
- Devil Fish Dumpling（jubeat copious:96명의)

### 참가곡
- Timepiece phase II(GuitarFreaks V3 & DrumMania V3 SOUNDTRACK:Jimmy Weckl) - 원작곡:사사키 히로후미(佐々木博史), 편곡:Jimmy Weckl (기타연주)
- El Dorado (GuitarFreaks V3 & DrumMania V3) - 원작곡:TAG (베이스기타 연주)

### 애니메이션
- はなまるぴっぴはよいこだけ(참 잘했어요 표시는 착한 아이에게만) - 작곡・편곡. TV애니메이션 『오소마츠상』 오프닝 테마. 노래 : A応P, 작사 : 아사키. Dance Dance Revolution, GITADORA Tri-Boost, jubeat prop, REFLEC BEAT groovin'!! Upper, BeatStream에 수록.

## 관련 링크
- 비마니
- 유비트
- 기타프릭스
- 드럼매니아